# Bertil Åkesson
Bertil Åkesson, född 1927 i Lund, död 2013, var en svensk zoolog och professor i zoologi vid Göteborgs universitet. Hans doktorsavhandling framlagd 1958 vid Lunds universitet behandlade djurgruppen (Sipunculoidea). Hans senare och delvis banbrytande forskning var inriktad på reproduktion och artsgränser hos borstmaskgruppen (Ophryotrocha). Åkesson hade vida internationella samarbeten med marina forskningsstationer och universitet. I Sverige bidrog han till uppbyggnaden av Tjärnölaboratoriet vid Göteborgs universitet; han var även verksam vid Kristinebergs marina forskningsstation.